# Stadio olimpico Fišt
Lo stadio olimpico Fišt (in russo Олимпийский стадион «Фишт»?, Olimpijskij stadion "Fišt") è uno stadio di Soči, in Russia, nel quale si sono svolte le cerimonie di apertura e di chiusura dei XXII Giochi olimpici invernali e degli XI Giochi paralimpici invernali ed alcuni incontri del Campionato mondiale di calcio 2018 disputati in Russia.
È situato nel distretto di Adler, nel nuovo Parco Olimpico di Soči, a pochi passi dal villaggio olimpico.

## Storia
Lo stadio è stato progettato per somigliare ad un guscio, per ricordare le glorie dell'arte Fabergé; le pareti e il tetto sono costituiti da una superficie di vetro continuato al fine di riflettere la luce solare dal mare durante il giorno. La vasca si apre a nord, consentendo una visione diretta delle montagne di Krasnaja Poljana, e il piano superiore è aperto a sud, consentendo una vista sul Mar Nero. Lo stadio è stato progettato dal The Populous Sport Venue Event Company and Buro Happold. Il progetto definitivo fu presentato nel settembre 2009.
Il suo costo è stato di 63,5 milioni di dollari, comprese le opere temporanee per le Olimpiadi. A partire dalla fine dei giochi la struttura funge da centro di formazione. Dal 2018 ospita le partite del Soči, nuova squadra di calcio militante nella seconda divisione del campionato russo, nata dal trasferimento del titolo sportivo della Dinamo San Pietroburgo a Soči. 
Nel mese di ottobre 2013, la Banca centrale della Federazione Russa ha emesso una banconota commemorativa, di 100 rubli, dei Giochi Olimpici Invernali di Soči nella quale è raffigurato lo stadio.

## Eventi ospitati

### FIFA Confederations Cup 2017
Nel giugno 2017 lo stadio ospita una fase del torneo della FIFA Confederations Cup 2017. Il sorteggio della fase a gironi è avvenuto il 26 novembre 2016.
| Data           | Ora (CET) | Squadra #1 | Ris.  | Squadra #2    | Fase del torneo | Spettatori |
| -------------- | --------- | ---------- | ----- | ------------- | --------------- | ---------- |
| 19 giugno 2017 | 18:00     | Australia  | 2 - 3 | Germania      | Girone B        | 28 605     |
| 21 giugno 2017 | 21:00     | Messico    | 2 - 1 | Nuova Zelanda | Girone A        | 25 133     |
| 25 giugno 2017 | 18:00     | Germania   | 3 - 1 | Camerun       | Girone B        | 30 230     |
| 29 giugno 2017 | 21:00     | Germania   | 4 - 1 | Messico       | Semifinali      | 37 923     |

### Coppa del mondo 2018
| Data           | Ora   | Squadra #1 | Ris.            | Squadra #2 | Fase del torneo  | Spettatori |
| -------------- | ----- | ---------- | --------------- | ---------- | ---------------- | ---------- |
| 15 giugno 2018 | 21:00 | Portogallo | 3 - 3           | Spagna     | Girone B         | 43 866     |
| 18 giugno 2018 | 18:00 | Belgio     | 3 - 0           | Panama     | Girone G         | 43 257     |
| 23 giugno 2018 | 21:00 | Germania   | 2 - 1           | Svezia     | Girone F         | 44 287     |
| 26 giugno 2018 | 17:00 | Australia  | 0 - 2           | Perù       | Girone C         | 44 073     |
| 30 giugno 2018 | 21:00 | Uruguay    | 2 - 1           | Portogallo | Ottavi di finale | 44 287     |
| 7 luglio 2018  | 21:00 | Russia     | 2 - 2 (3-4 dcr) | Croazia    | Quarti di finale | 44 287     |